# Удостоверение личности военнослужащего Российской Федерации

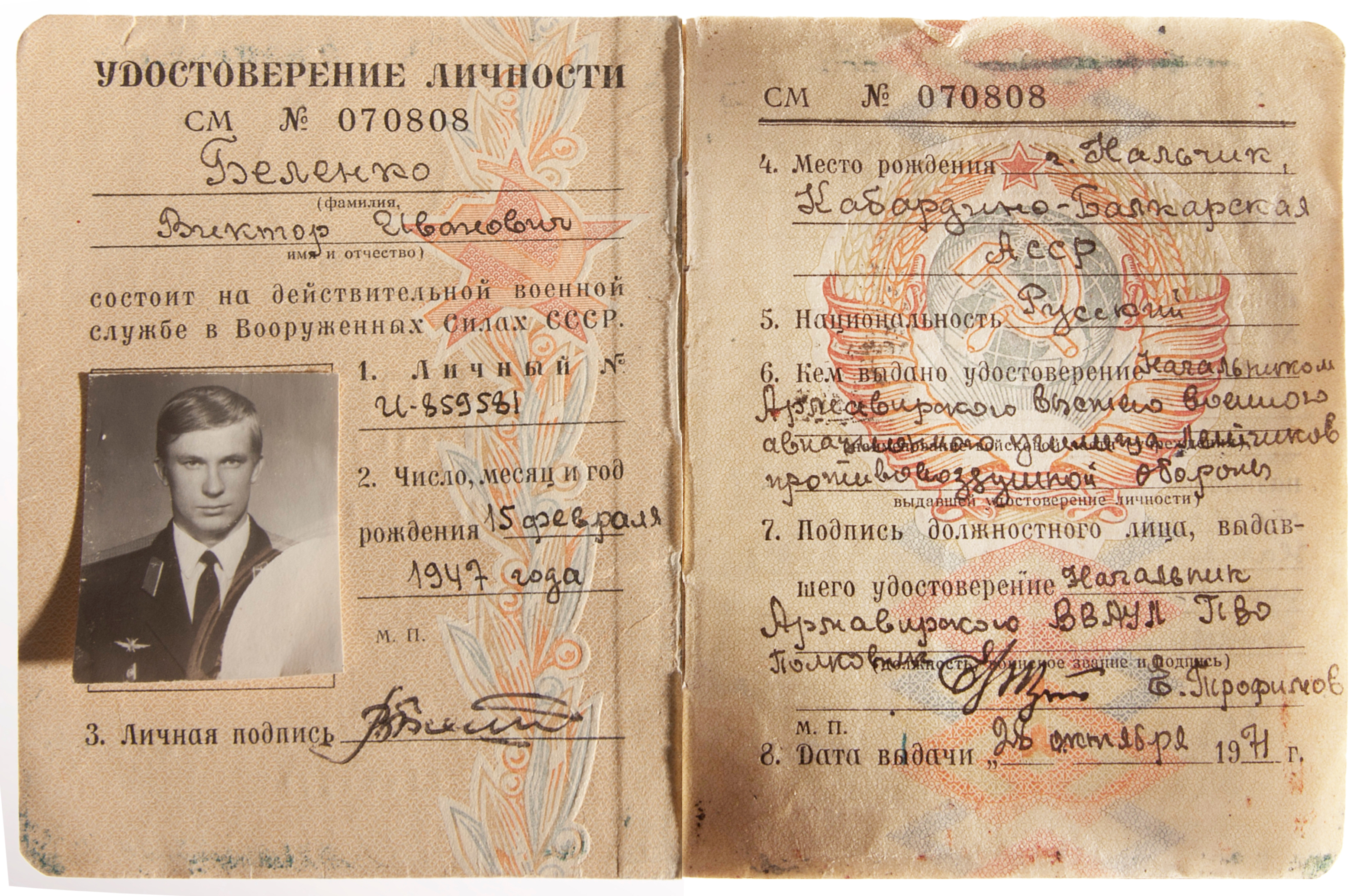
Удостоверение личности военнослужащего ВС СССР.

Удостоверение личности военнослужащего — основной единый документ, удостоверяющий личность и правовое положение военнослужащего Вооружённых сил Российской Федерации (ВС России) по контракту, имеющего звание офицера, прапорщика (мичмана), сержанта (старшины) или солдата (матроса)
Применяются сокращения УдЛ В/С, УЛв/с.
В ВС СССР называлось Удостоверение личности.

## История

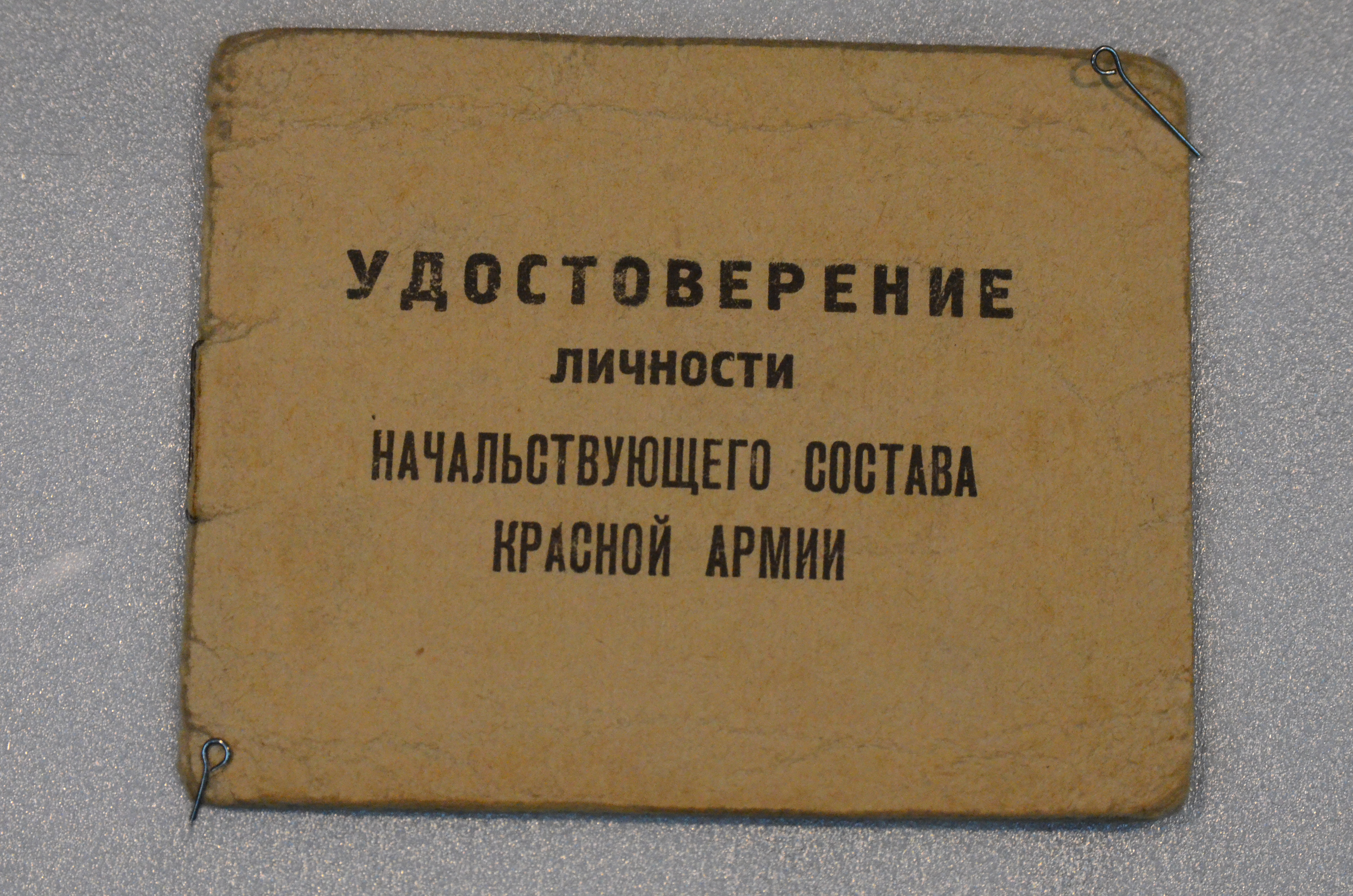

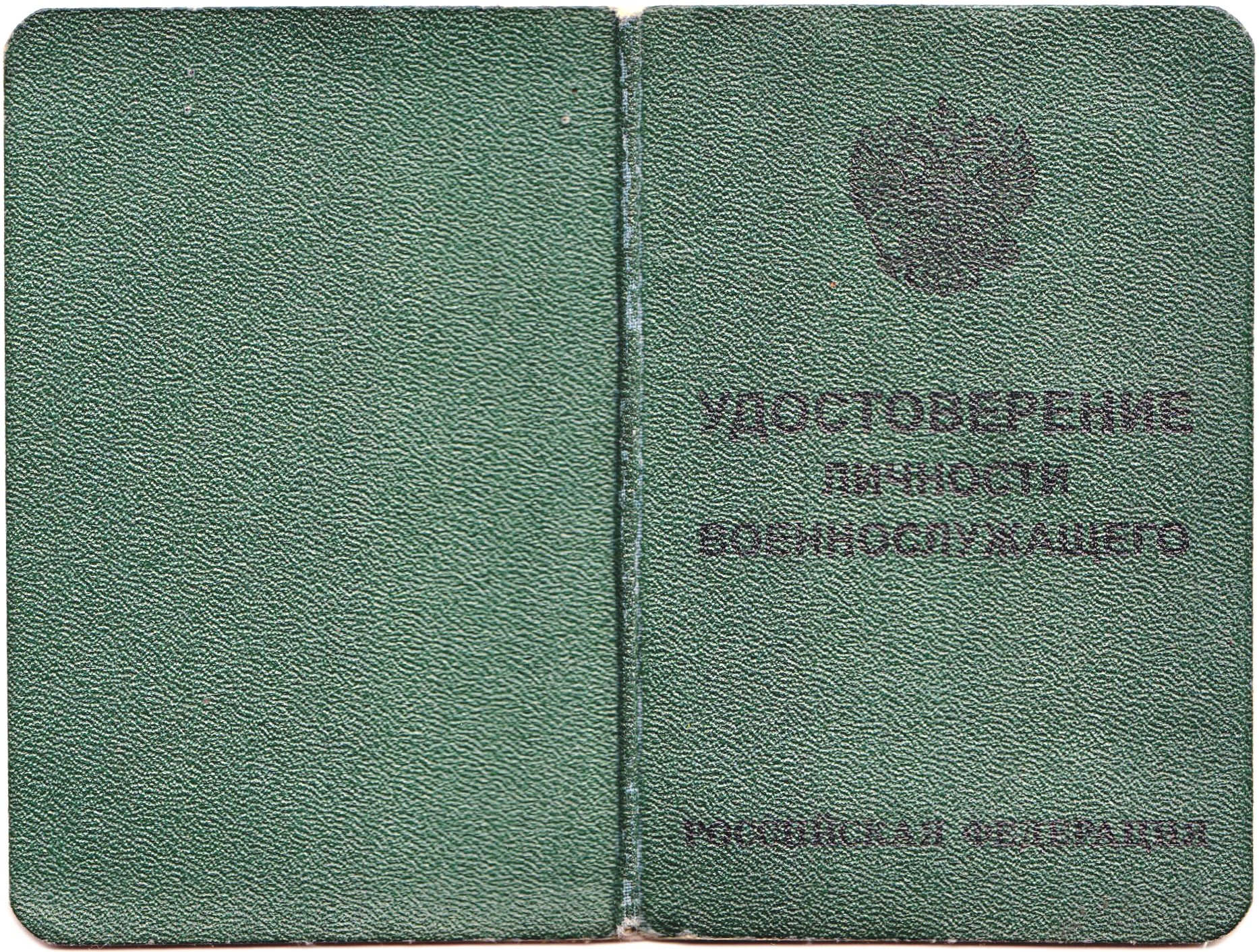
Удостоверение личности военнослужащего ВС РФ, образца 2004 года. Обложка

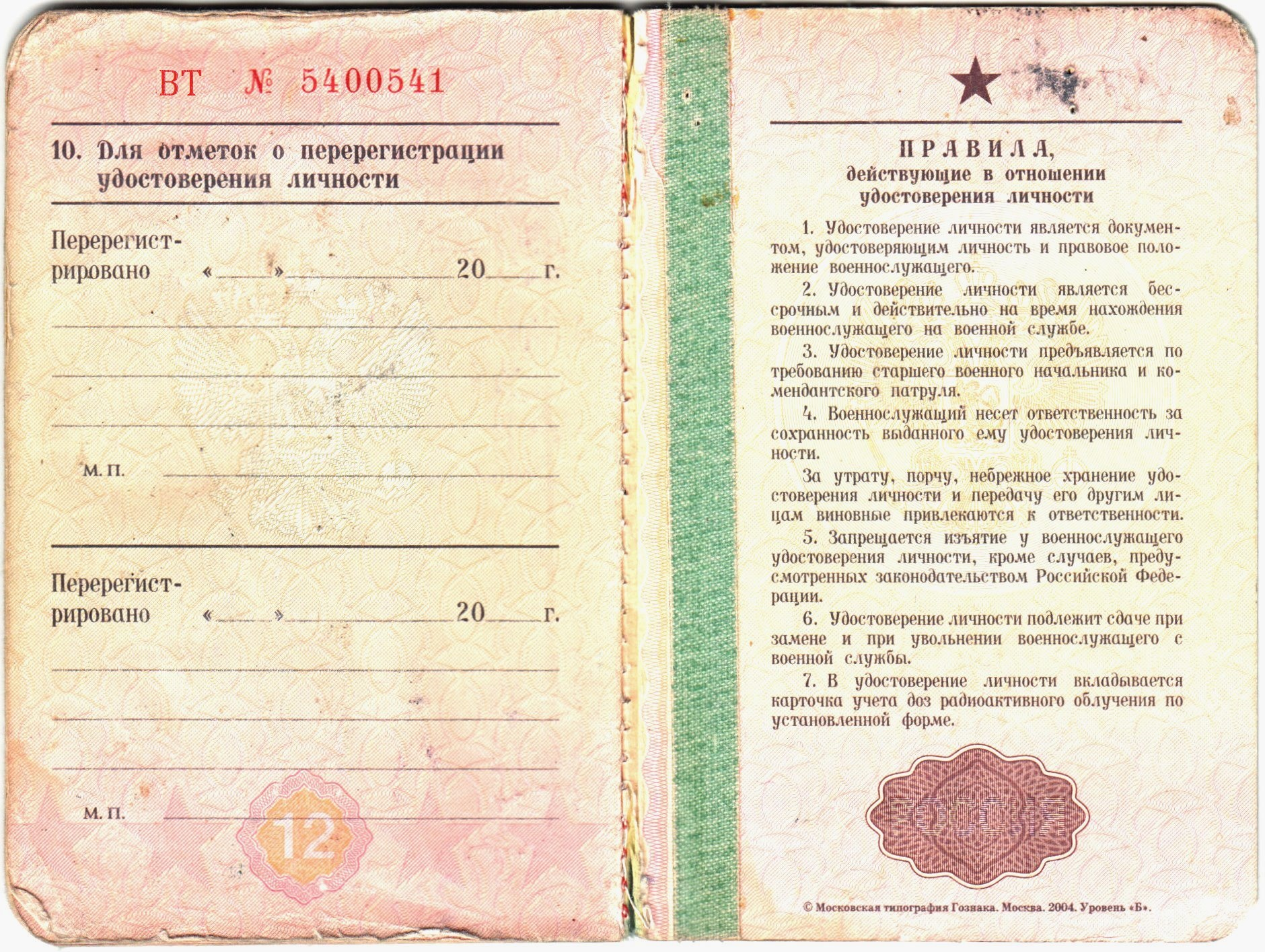
Удостоверение личности военнослужащего ВС РФ, образца 2004 года. Страница 12 и задний форзац

Было введено 1 января 2005 года взамен удостоверения личности офицера ВС СССР и удостоверения личности прапорщика (мичмана) советского образца (которые имели некоторые отличия). Удостоверение личности выдаётся военнослужащим при присвоении им первого офицерского воинского звания или звания прапорщика (мичмана). Оно является бессрочным и действительно на протяжении всего времени нахождения на военной службе.
Удостоверение личности военнослужащий при исполнении служебных обязанностей должен иметь постоянно при себе и предъявлять по требованию старшего воинского начальника и комендантского патруля. В случае его утраты новое удостоверение выдается на основании приказа по воинской части после проведения административного расследования и установления причин утраты. Удостоверение подлежит замене при присвоении младшим офицерам воинского звания «майор» («капитан 3-го ранга»), старшим офицерам — «генерал-майор» («контр-адмирал»).
Запрещается изъятие у военнослужащего удостоверения личности, кроме случаев, предусмотренных законодательством России. Удостоверение подлежит сдаче при замене или при увольнении с военной службы. В удостоверение личности вкладывается карточка учёта доз радиоактивного облучения (а также масса других документов, которые военнослужащий должен иметь постоянно при себе, таких, как пропуска́ в штаб и на режимные территории, карточка действий по тревоге, и тому подобное).
В удостоверение личности военнослужащего России вносятся следующие личные данные:
- фамилия, имя и отчество (ФИО) и личный номер военнослужащего;
- дата рождения;
- номер войсковой части (В/Ч), на момент выдачи;
- воинское звание и должность на момент выдачи.

Вносятся отметки (сведения):
- о последующих присвоениях воинских званий и изменения в служебном положении (переводах на новые должности внутри части либо в другие подразделения/воинские части);
- о личном оружии;
- особые отметки (группа крови, дактилоскопия, отметка о гражданском паспорте и так далее).

В СССР Удостоверение личности офицера полностью заменяло Паспорт гражданина СССР, который сдавался при поступлении на военную службу и выдавался после увольнения из рядов ВС СССР. В современной России, помимо Удостоверения личности, все вышеназванные военнослужащие, а также военнослужащие по контракту рядового и сержантского состава, имеют на руках общегражданский Паспорт гражданина России.